# Крусін (Куявсько-Поморське воєводство)
Крусін (пол. Krusin, нім. Kruschin) — село в Польщі, у гміні Лісево Хелмінського повіту Куявсько-Поморського воєводства.
Населення — 314 осіб (2011).
У 1975-1998 роках село належало до Торунського воєводства.

## Демографія
Демографічна структура станом на 31 березня 2011 року:
|          | Загалом | Допрацездатний вік | Працездатний вік | Постпрацездатний вік |
| -------- | ------- | ------------------ | ---------------- | -------------------- |
| Чоловіки | 156     | 27                 | 115              | 14                   |
| Жінки    | 158     | 32                 | 90               | 36                   |
| Разом    | 314     | 59                 | 205              | 50                   |